# پایگاه پالمر
 پایگاه پالمر (به انگلیسی: Palmer Station) یک پایگاه پژوهشی متعلق به ایالات متحده آمریکا است که در جنوبگان قرار دارد و تنها پایگاه جنوبگانی ایالات متحده است که در شمال مدار جنوبگان واقع شده است. این پایگاه بخشی از برنامه جنوبگان ایالات متحده آمریکا است.

## فرودگاه
فرودگاه پالمر یک باند فرود یخ دارد و طول باند آن ۷۶۲ متر است. 